# Sido

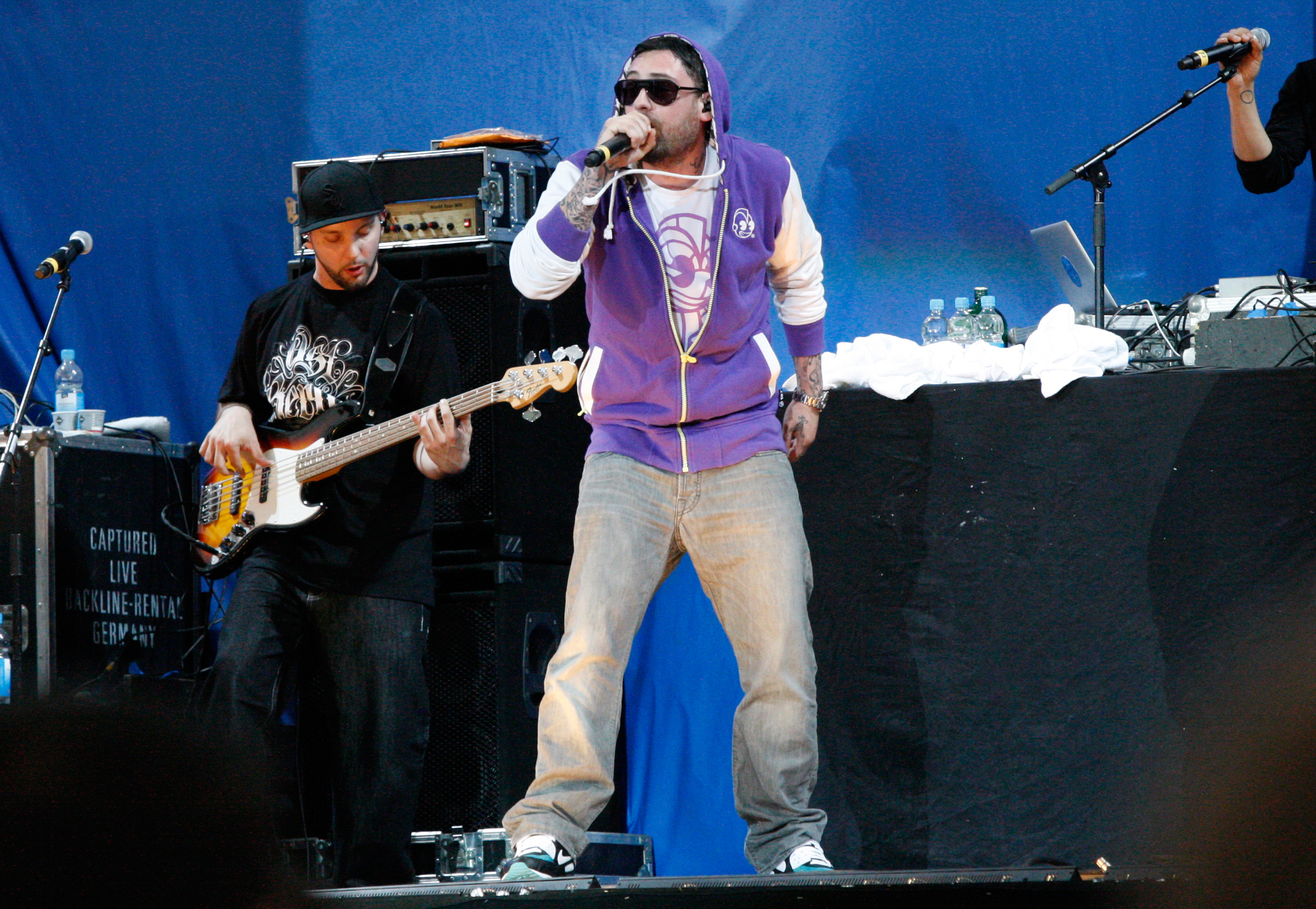
Sido actuando en Fráncfort del Meno (2011).

Sido (30 de noviembre de 1980 en Prenzlauer Berg, Berlín). Su verdadero nombre es Paul Hartmut Würdig y es un rapero de origen sinti-alemán. En la actualidad tiene contrato con Universal Music Group. Su nombre artístico: Sido, es un acrónimo de Super-intelligentes Drogenopfer (en español: Víctima de las drogas superinteligente)", que pronto degeneraría en Scheiße in dein Ohr (Mierda en tu oreja), que aparecería en la letra de la canción Terroarr! de Royal TS.
Sido se distingue por sus letras provocadoras y de crítica social En los videoclips musicales de su primer disco portaba siempre una máscara plateada en forma de cráneo, después dejó de usarla.

## Discografía

### Sencillos
- Mein Block
- Fuffies im Club
- Arschficksong
- Mama ist stolz
- Straßenjunge
- Aus'm Weg
- Goldjunge
- Weihnachtssong
- Wahlkampf feat. G-Hot
- Mein Testament
- Ficken feat. Tony D & Kitty Kat
- Mach keine Faxen feat. Kitty Kat
- Ein Teil von mir
- Schlechtes Vorbild
- Augen Auf/Halt dein Maul
- Herz
- Carmen
- Beweg Dein Arsch feat. Scooter
- Du bist scheisse
- Frohe Weinachten (Diss gegen Bushido)
- Bilder im Kopf
- Meine Jordans feat.Bass Sultan Hengzt
- So mach ich es feat. Bushido
- Einer dieser steine
- Läuft (freetrack)

### Álbumes
- Maske, 2004
- Ich, 2006
- Eine Hand Wäscht Die Andere, 2007
- Ich & Meine Maske, 2008
- Trilogy (Maske, Ich, Ich & Meine Maske), 2008
- Aggro Berlin, 2009
- MTV Unplugged - Live aus'm MV, 2010
- "23" (ft Bushido) 2011
- "30-11-80" 2013
- "VI" 2015